# 山东临工
山东临工工程机械有限公司（简称山东临工）是一家总部位于中国山东省临沂市的大型工程机械及相关配件的制造和服务公司。

## 沿革
1972年，山东临工在山东省临沂市成立，隶属于临沂地区工业局。1993年，山东临沂工程机械厂改制为山东临工，大股东后变更为山东工程机械集团有限公司。
1998年，山东临工在上海证券交易所上市，2002年，南方香江集团有限公司收购山东临工，在取得控股权后将股票更名为香江控股。
2007年，香江控股公告转让山东临工工程机械有限公司（简称“临工机械”）98.68%股权，购买方是中信信托和临工集团，分别受让临工机械71.62%和27.06%股份。中信信托过手之后，把股权让给了临工集团，临工集团又以4719万美元的价格，将临工机械70%的股份转让给了世界工程机械巨头沃尔沃。

## 产品
山东临工主营6种工程机械：
- 装载机
- 挖掘机
- 挖掘装载机
- 压路机
- 平地机
- 矿用自卸车

## 领导者
董事长王志中是全国劳动模范，第八届、九届、十届全国人大代表。